# Mandaue
Mandaue è una Città indipendente altamente urbanizzata (HUC) delle Filippine, geograficamente situata nella Provincia di Cebu, nella Regione del Visayas Centrale.
La città fa parte dell'area metropolitana di Cebu.
Mandaue è formata da 27 baranggay:
- Alang-alang
- Bakilid
- Banilad
- Basak
- Cabancalan
- Cambaro
- Canduman
- Casili
- Casuntingan
- Centro (Pob.)
- Cubacub
- Guizo
- Ibabao-Estancia
- Jagobiao

- Labogon
- Looc
- Maguikay
- Mantuyong
- Opao
- Pagsabungan
- Pakna-an
- Subangdaku
- Tabok
- Tawason
- Tingub
- Tipolo
- Umapad